# Dawid Popek
Dawid Popek (ur. 29 lutego 1992 w Pucku) – polski siatkarz, od 2008 reprezentant kraju w siatkówce plażowej, występujący na pozycji przyjmującego. Srebrny medalista Mistrzostw Europy (U-18) 2008.
Syn Grażyny i Dariusza.

## Kariera klubowa
- UKS w Jastarni (do 2006)
- Pogoń Lębork (2006–2007)
- SKS Starogard Gdański (2007–2008)
- SMS Łódź (2008–2011)
- UKS w Jastarni (od 2011)

## Sukcesy seniorskie
- 2011 –  Grand Prix Torunia
- 2011 –  Grand Prix Wrześni
- 2011 –  Grand Prix Krakowa
- 2011 – 5-6. miejsce w Eliminacjach Mistrzostw Europy Polish Masters w Niechorzu(Polska)
- 2011 –  Beach Ball Tour Ustronie Morskie
- 2011 –  Beach Ball Tour Kołobrzeg

## Sukcesy młodzieżowe
- 2002 –  Ogólnopolski Turniej w Malborku z UKS w Jastarni
- 2002 –  Mistrzostwo Polski Młodzików z UKS w Jastarni
- 2003 –  Międzynarodowy Turniej w Międzyrzeczu UKS w Jastarni
- 2003 –  Ogólnopolski Turniej w Białymstoku z UKS w Jastarni
- 2003 –  Ogólnopolski Turniej w Leżajsku z UKS w Jastarni
- 2003 –  Ogólnopolski Turniej w Poznaniu z UKS w Jastarni
- 2003 –  Ogólnopolski Turniej w Jastarni z UKS w Jastarni
- 2003 –  Ogólnopolski Turniej w Drawsko-Pomorskim z UKS w Jastarni
- 2003 –  Mistrzostwo Polski Młodzików z UKS w Jastarni
- 2004 –  Międzynarodowy Turniej w Warszawie z UKS w Jastarni
- 2004 –  Międzynarodowy Turniej w Międzyrzeczu UKS w Jastarni
- 2004 –  Ogólnopolski Turniej w Białymstoku z UKS w Jastarni
- 2004 –  Ogólnopolski Turniej w Leżajsku z UKS w Jastarni
- 2004 –  Ogólnopolski Turniej w Poznaniu z UKS w Jastarni
- 2004 –  Ogólnopolski Turniej w Jastarni z UKS w Jastarni
- 2004 –  Ogólnopolski Turniej w Głuchołazach z UKS w Jastarni
- 2004 –  Ogólnopolski Turniej w Kwidzynie z UKS w Jastarni
- 2004 –  Mistrzostwo Polski Młodzików z UKS w Jastarni
- 2005 –  Ogólnopolski Turniej w Leżajsku z UKS w Jastarni
- 2005 –  Ogólnopolski Turniej w Poznaniu z UKS w Jastarni
- 2005 –  Ogólnopolski Turniej w Jastarni z UKS w Jastarni
- 2005 –  Ogólnopolski Turniej w Krotoszynie z UKS w Jastarni
- 2006 – 5. miejsce Mistrzostwach Polski Młodzików z UKS w Jastarni
- 2008 –  Mistrzostwo Europy Juniorów w Loutraki(Grecja)
- 2009 – 5-6. miejsce Mistrzostwa Świata Juniorów w Porto(Portugalia)